# Lisistrata
Lisistrata (in greco antico Λυσιστράτη, Lysistràtē) è una commedia di Aristofane, rappresentata per la prima volta ad Atene, alle Lenee del 411 a.C. L'opera non fu messa in scena dall'autore, ma da un certo Callistrato (che alcuni studiosi ritengono però un semplice pseudonimo di Aristofane).

## Trama
Lisistrata, donna ateniese, convoca numerose donne di Atene e altre città, tra cui la spartana Lampitò, per discutere un importante problema. A causa della guerra del Peloponneso, infatti, gli uomini delle poleis greche sono perennemente impegnati nell'esercito e non hanno più il tempo di stare con le loro famiglie. Lisistrata propone allora alle altre donne di fare uno sciopero del sesso: finché gli uomini non firmeranno la pace, esse si rifiuteranno di avere rapporti sessuali con loro. Dopo un momento di sbigottimento e di rifiuto, le donne si dicono favorevoli al piano e fanno un giuramento.
A quel punto, le donne occupano l'acropoli ateniese, allo scopo di privare gli uomini dei mezzi finanziari per proseguire la guerra. Arriva il coro di vecchi ateniesi (uno dei due semicori della commedia) che vorrebbe, per vendetta, incendiare l'acropoli stessa, ma viene fermato dal coro delle vecchie (l'altro semicoro). Gli uomini mandano allora un commissario per trattare con le donne, ma Lisistrata ne smaschera l'ignoranza e la poca comprensione delle vicende che stanno accadendo. Peraltro, le donne hanno molta difficoltà a mantenere il patto e inventano varie scuse per tornare a casa dai mariti; Lisistrata deve penare non poco per impedir loro di lasciare l'acropoli. Concede solo a Mirrina la possibilità di incontrare il marito Cinesia, ma lo scopo è solo quello di stimolare le voglie dell'uomo, per poi lasciarlo con un palmo di naso. Mirrina svolge alla perfezione il suo compito: fa credere al marito di essere pronta all'atto sessuale, ma poi, dopo varie dilazioni, scappa lasciandolo insoddisfatto.
Nel frattempo, l'astinenza si fa sentire anche nelle altre città greche: arriva un araldo da Sparta per trattare la pace, col fallo palesemente eretto, e incontra Cinesia, le cui voglie sono altrettanto evidenti. I due si mettono d'accordo: Sparta manderà ambasciatori pronti a firmare la pace, mentre Cinesia informerà le istituzioni ateniesi. Questo smorza decisamente le tensioni: i vecchi e le vecchie del coro, dopo qualche resistenza, riescono a riconciliarsi, e lo stesso fanno gli ambasciatori spartani e ateniesi davanti a Lisistrata. Quest'ultima si lancia allora in un discorso pacifista che ricorda le radici comuni di tutti i popoli greci, ma tale discorso degenera presto in un profluvio di allusioni e doppi sensi sessuali da parte degli uomini, felici per la raggiunta riconciliazione. In un tripudio di danze e banchetti si celebra il ritorno delle donne dai loro mariti.

## Commento

### L'emancipazione femminile
Questa commedia è il primo testo oggi noto che tratti il tema dell'emancipazione femminile, non solo tramite il lamento patetico, ma attraverso una fattiva collaborazione tra donne, anche di diverse città, che appaiono qui più che mai consce delle loro possibilità nell'imporre la propria volontà agli uomini. L'intento dell'autore tuttavia non era quello di spezzare una lancia a favore di questo argomento, ma quello di rappresentare un "mondo alla rovescia", dove il comando viene preso da chi di solito è sottomesso, con lo scopo di ottenere non la parità dei sessi (argomento ancora impensabile a quei tempi e in effetti non trattato nell'opera), ma la pace. E il coro dei vecchi se ne accorge subito, lanciandosi in un canto assai allarmato:
(vv. 671-676)
Le donne non provano sensi di inferiorità né di debolezza, al punto di pensare che se anche gli uomini riuscissero a strappar loro un atto sessuale con la forza, esse otterrebbero comunque il loro obiettivo compiendo l'atto senza partecipazione. L'astinenza si rivela dura per gli uomini, ma altrettanto per le donne, tanto che Lisistrata deve profondere tutto il suo impegno per tenere unite le sue compagne. Tuttavia, nonostante le difficoltà, le donne resistono e la firma della pace arriva come una liberazione per entrambi i sessi.

### Il pacifismo
La Lisistrata venne rappresentata nel 411 a.C., durante la guerra del Peloponneso, in un clima di pessimismo causato dal fallimento della spedizione ateniese in Sicilia. Il pacifismo dell'opera è assai evidente, tuttavia c'è un aspetto che merita di essere approfondito. Ad Atene nel 411 a.C. la sacerdotessa del tempio di Atena Poliade si chiamava Lisimaca (ovvero “Colei che scioglie le guerre”, pressoché identico, nel suo significato, a Lisistrata), mentre quella del tempio di Atena Nike si chiamava Mirrina. Tali nomi sono simili o uguali a quelli di due personaggi della commedia. Secondo alcuni studiosi, ciò non è casuale; le due sacerdotesse, infatti, dovevano senz'altro appartenere a famiglie nobili, e quindi conservatrici. Ebbene, si ritiene che Aristofane, facendo smascherare proprio a Lisistrata e a Mirrina l'ignoranza e inettitudine del rappresentante della magistratura oligarchica e antidemocratica (il commissario), volesse lanciare un messaggio a tutta la cittadinanza, quello di non dividersi in caste e classi sociali dagli interessi contrapposti, ma pensare esclusivamente al bene della città.

### La condizione della donna

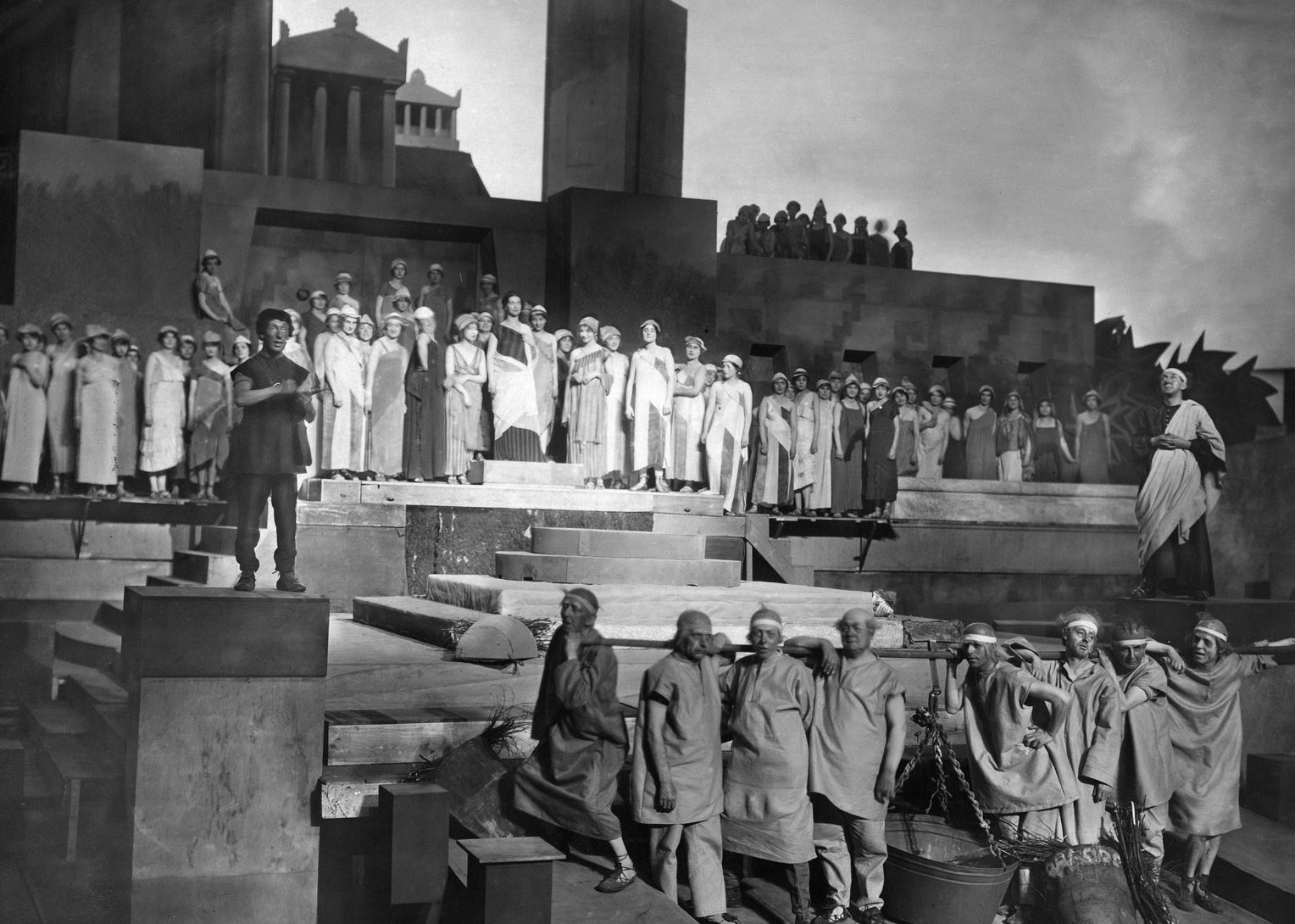
Scena da una rappresentazione della Lisistrata (Berlino, 1920)

Nella Atene del V secolo a.C. la vita sociale delle donne libere era fortemente limitata: esse non avevano accesso alle cariche pubbliche, né a un'istruzione adeguata. I loro compiti principali erano in effetti quello di procreare (funzione assai importante in un tempo in cui le guerre erano frequenti e la potenza di una città dipendeva quindi molto dalla sua demografia) e badare alle questioni domestiche, con o senza l'ausilio di schiavi. Passavano quindi la quasi totalità del loro tempo in casa e non erano mai presenti nei luoghi pubblici ateniesi, come l'agorà e il ginnasio. Non è chiaro, invece, se potessero assistere alle rappresentazioni teatrali. Le donne delle famiglie meno abbienti avevano spesso la necessità di trovarsi un lavoro esterno (ad esempio lavandaia, tessitrice, nutrice); questo, se costituiva senz'altro un aggravio di fatica per la donna, poteva però essere un'occasione di maggiori relazioni sociali.
Il compito di scegliere il marito spettava di solito alla famiglia. Una ragazza era considerata in età da marito dai 14 anni circa, e veniva data in sposa, in genere, a uomini sulla trentina, insieme a una dote per il suo mantenimento. La moglie non poteva amministrare la propria dote (tale compito spettava al marito), ma se essa era abbastanza consistente, poteva permettere alla donna di non avere problemi economici per tutta la propria vita.
Atene, che pure fu all'avanguardia tra le poleis greche sotto molti aspetti, non era probabilmente tra le città che garantivano maggiore libertà alle donne: a Sparta esse potevano disporre liberamente dei propri averi; inoltre, proprio come gli uomini, si allenavano facendo ginnastica. Questo fa supporre che avessero anche una maggiore vita sociale.

## Riscritture e varianti

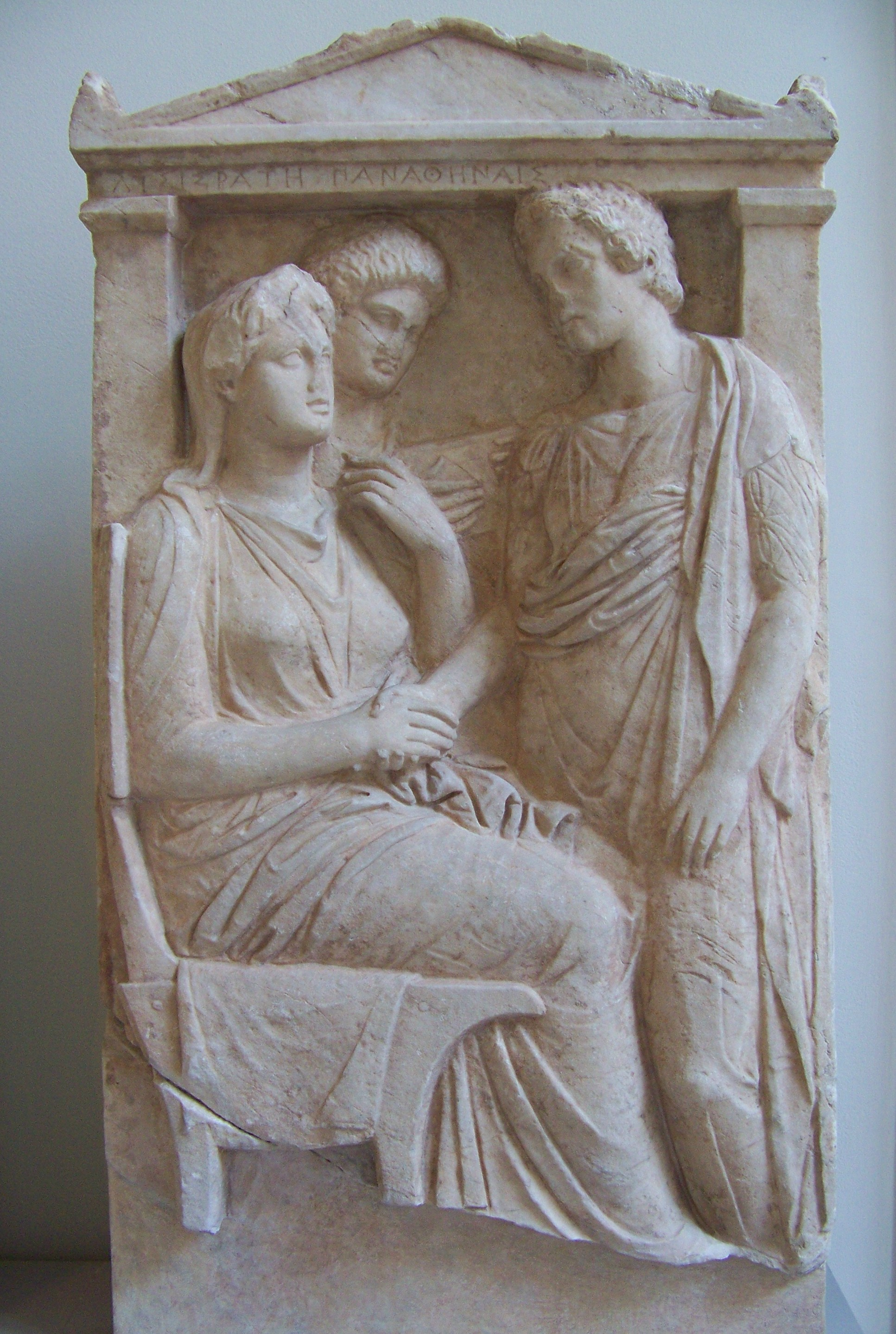
Lisistrata in compagnia delle altre donne. Stele di marmo, 350-325 a.C.

- Lisistrata (Lysistrata ou La Grève des baisers), cortometraggio del 1910 di Louis Feuillade.
- Operazione: ramo di ulivo, di Ewan MacColl (1939).
- Un trapezio per Lisistrata, anche chiamata Mai di sabato signora Lisistrata, di Garinei e Giovannini (1958).
- Le ragazze (Flickorna), di Mai Zetterling (1968)[14]
- Lisistrata, ovvero " 'O sciopero d' 'e mugliere ", di Gaetano Di Maio (1983-1986).
- La sorgente dell'amore, di Radu Mihăileanu (2011), ambientato in un villaggio del Nord Africa.
- Chi-Raq - film del 2015 diretto da Spike Lee.

## Galleria d'immagini
Disegni dell'illustratore Aubrey Beardsley ispirati alla Lisistrata (1896):

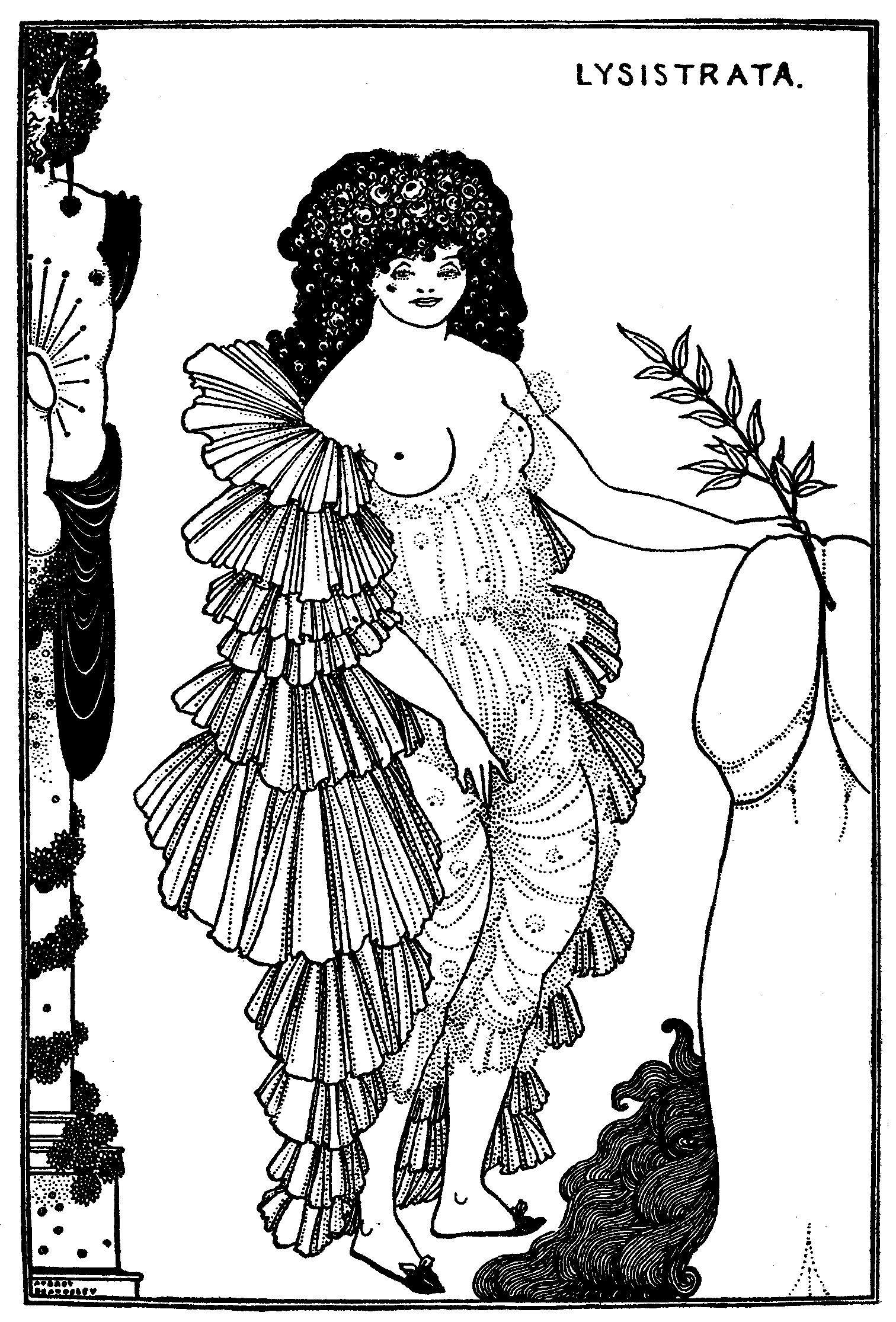
Lisistrata
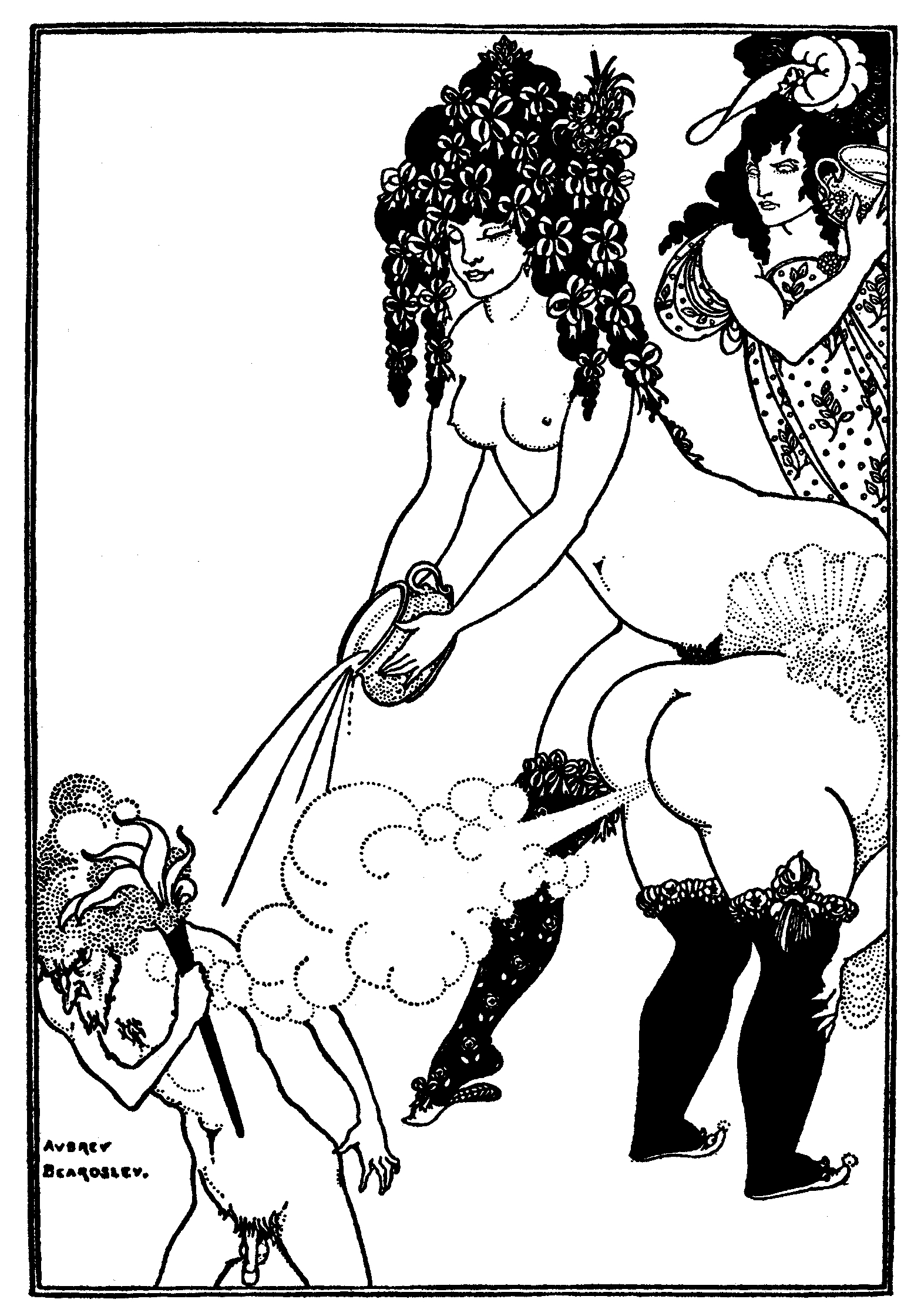
Lisistrata difende l'acropoli
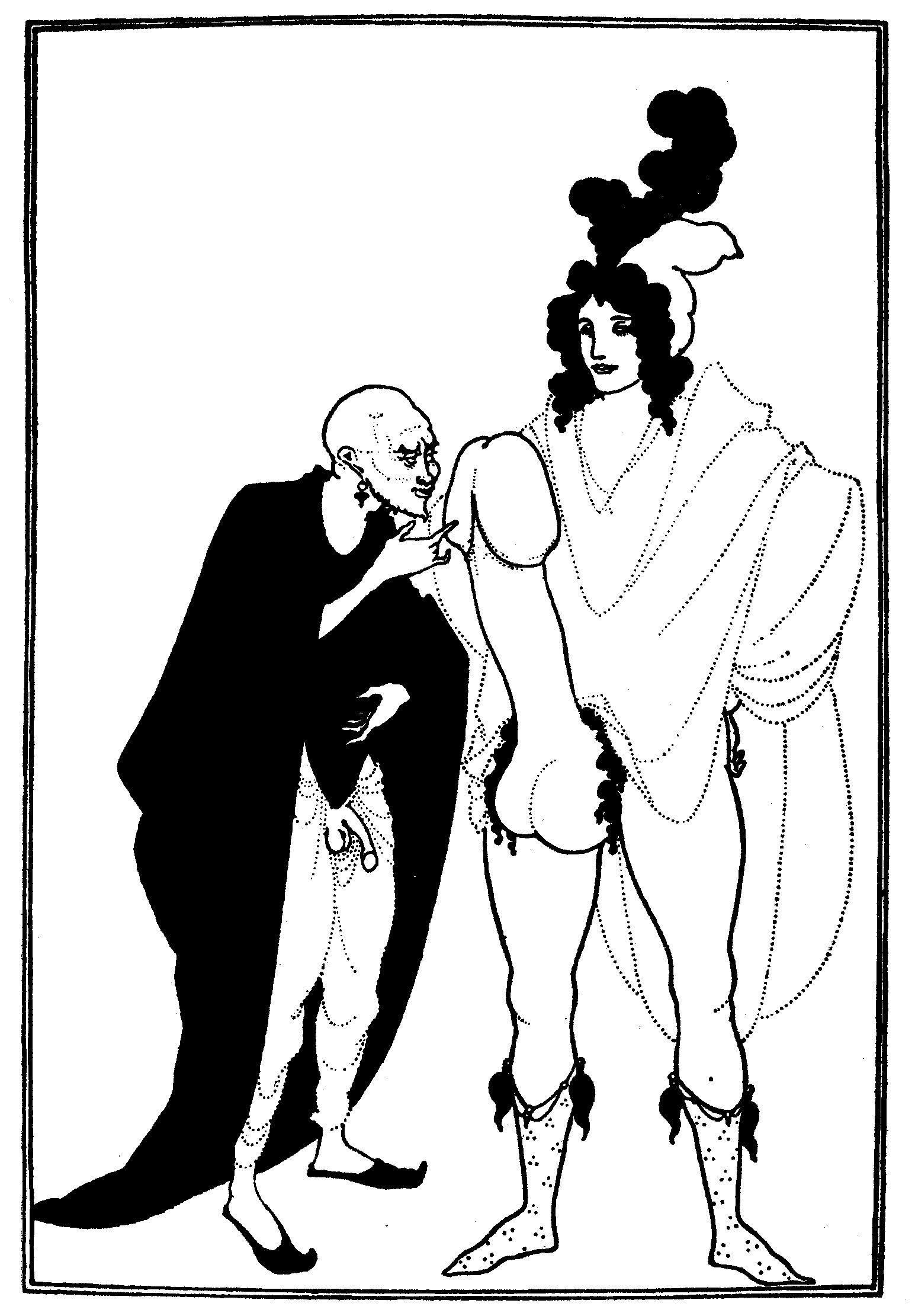
L'ispezione dell'araldo
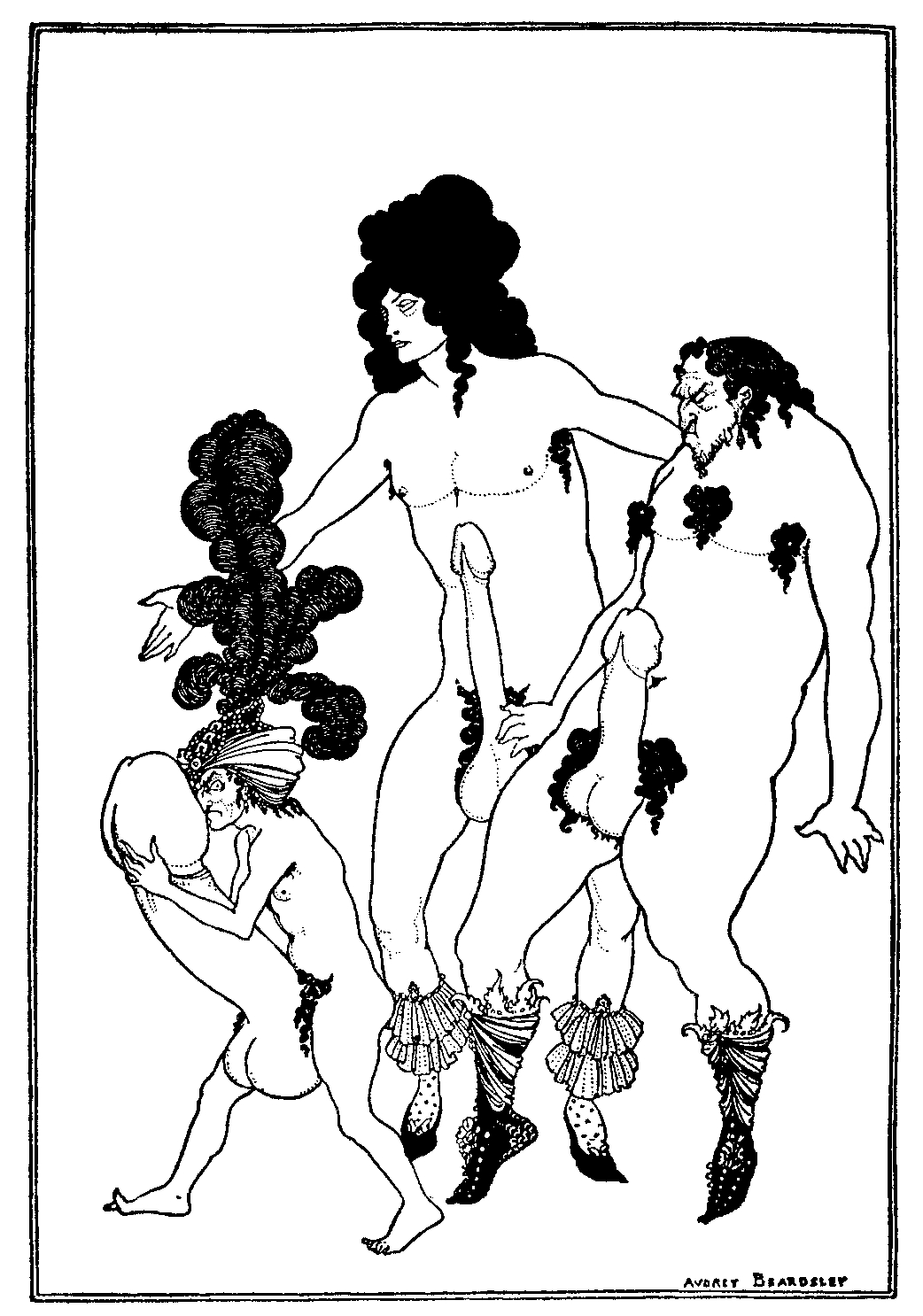
L'ambasciatore spartano
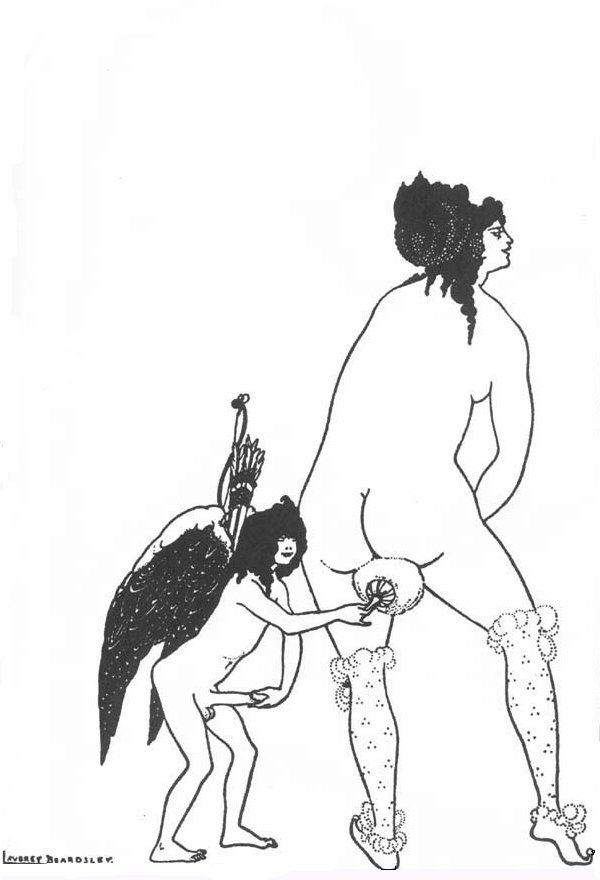
La toeletta di Lampitò

## Edizioni italiane
- Lisistrata, in Le Commedie, traduzione di Ettore Romagnoli, Bologna, Zanichelli, 1925.
- Lisistrata, a cura di Benedetto Marzullo, Bari, Laterza, 1972.
- Lisistrata, a cura di Raffaele Cantarella, Torino, Einaudi, 1974.
- Lisistrata, traduzione di Valentino De Carlo, De Carlo, 1976. - Milano, La Spiga Meravigli, 1991; Roma, Newton Compton, 1994.
- Lisistrata, traduzione di Mario Prospero, Roma, Bulzoni, 1978.
- Lisistrata, a cura di Guido Paduano, Milano, BUR-Rizzoli, 1981; Fabbri Editori, 1995-2018; Corriere della Sera, 2012.
- Lisistrata, a cura di Maria Paola Funaioli, Collana Classici Greci e Latini, Siena, Barbera, 2009.
- Lisistrata, a cura di Giovanni Greco, Milano, Feltrinelli, 2016.
- Lisistrata, traduzione di Simone Beta, a cura di Franca Perusino, Scrittori greci e latini, Milano, Mondadori, 2020.